# Kensington-runestenen
Kensington-runestenen er en 90 kg tung sten med runeindskrifter, der blev fundet under en trærod på en svenskejet gård i Kensington, Douglas county, Minnesota, i efteråret 1898. På runestenen står der, at 8 gøter og 22 nordmænd kom til området i 1362. (Det er 130 år før Columbus kom til Amerika). Det var en svensk landmand ved navn Olof Ohman (egentlig Öhman), som sammen med sin søn Edward fandt stenen på sine jorder. Stenen er afsløret som falsk. 

## Tolkninger
Teksten lyder:
- 8 göter ok 22 norrmen po opdagelsefard fro winland of west wi hade læger wed 2 : skjar en dags rise norr fro deno sten wi war ok fiske en dagh aptir wi kom hem fan 10 man rode af blod og ded AVM fraelse af illy har 10 mans ve havet at se æptir wore skip 14 dagh rise from deno öh ahr 1362.

Oversat: "Otte gøter (eller gotere) og to og tyve nordmænd på opdagelsesfærd fra Vinland mod vest. Vi havde lejr ved en sø med to skær i, en dagsrejse nord for denne sten. Vi var ude og fiskede en dag. Da vi kom hjem, fandt vi ti mand røde af blod og døde. Ave Maria, frels os fra det onde. Har ti mand ved havet til at se efter vore skibe, fjorten dagsrejser fra denne ø, året i 1362."
At årstallet er angivet med vore tal er meget påfaldende. Samtlige runestene, man ellers kender, angiver tal skrevet med bogstaver eller romertal.  Videre optræder indskriften med forkert verbumbøjning: Wi war/kom/fan (= Vi var/kom/fandt), når man i den tid bøjede verber i første person flertal: Wi warom/komom/funnum. 

## Ægthedsdiskussion
Ohman og hans tiårige søn sagde senere, at de først troede, de havde fundet en indiansk almanak. En afskrift af inskriptionen blev sendt til afdelingen for græsk sprog ved universitetet i Minneapolis, før den havnede hos professor Olaus Breda,  som første gang hørte om stenen ved nytår 1898/99. I et brev dateret 7.marts 1910 forklarer han, hvorfor han anså den som en forfalskning:
- Det var helt utroværdigt, at en indskrift kunne fremstå så klar efter at være udsat for Minnesotas barske klima i over 500 år.
- Det absurde i, at rejsende, helt ukendte på det amerikanske kontinent, efter kun to uger var nået fra kysten helt frem til Minnesota.
- Det absurde i selve indskriften, der var et virvar af gamle sprogformer, gammeldags ortografi og moderne svensk, iblandet engelske udtryk.

Professor Breda fortæller videre, at Sophus Bugge, Gustav Storm og Oluf Rygh, der alle var kapaciteter på runeindskrifter, enstemmigt vurderede stenen som en forfalskning, og at en udfyldende rapport om Kensington-stenen fra universitetet i Oslo oplevede sprogformen "umulig, et særdeles klodset forsøg på at konstruere en gammel sprogform uden at besidde den nødvendige kundskab. Af runologiske, sproglige og historiske årsager kan indskriften ikke være ægte". 
Selve stenen blev oversendt til professor George Curme ved Northwestern University i Illinois. På grundlag af professor Bredas oversættelse troede han i udgangspunktet, at den kunne være ægte, men synet af den satte ham på andre tanker. Runerne fremstod klart og tydeligt, og måtte være indridset nyligt. Han beskrev stenen som "en klodset forfalskning".  Folk så nu med mistro på Ohman, der var den, som fandt stenen. I disse år kæmpede Norge for løsrivelse fra Sverige, og fra norsk hold tog det sig påfaldende ud, at der lige nu dukkede en indskrift op, der omhandlede en ekspedition af nordmænd og svenskere på en tid, da de også havde en fælles konge, nemlig Magnus Eriksson.  Nogle huskede også Ossians sange, som var blevet modtaget med begejstring – og afsløret som en ren forfalskning.
Men i 1907-10 anså nogle mennesker Kensington-runestenen for ægte. Countyet, som stenen blev fundet i, blev ikke beboet (af europæiske nybyggere) førend 1858. Newton Winchell fra Minnesota Historical Society og som herudover er en højt respekteret geolog, indsamlede i 1909 forklaringer fra Olof Ohman, Carl Edward Ohman, Nils Olof Flaten, Roald Benson og Samuel Olson om fundet af stenen, hvad der kan forklare usikkerheden om, hvem der var til stede ved opdagelsen, og tidspunktet. Hændelsen lå jo ti år tilbage i tid. Winchell samtalte med folk på egnen og foretog undersøgelser. Selskabet konsulterede endvidere flere eksperter i skandinaviske sprog. Gisle Christian Johnson Bothne (1860-1934), Olaus Bredas efterfølger ved Minnesota-universitet, mente i lighed med lingvisten John A. Holvik, at der var tale om en forfalskning. Hjalmar Holand og Winchell var derimod overbevist om stenens ægthed. De baserede det på, at stenen er dateret (1362). 
I november 2000 præsenterede Scott Wolter en artikel baseret på de foreløbige undersøgelser, som anslår, at med en jordforvitringsproces vil stenens inskriptionsriller være mindst 50-200 år gammel. En af Wolters pointer er den komplette forvitring af stenens glimmer i inskriptionsrillerne. På gravsten, som er 200 år gamle, er en stor del af glimmeret i nyhuggede overflader og inskriptioner forvitret. Det skal dog bemærkes, at gravsten bliver udsat for en anden slags forvitring end sten under jord. Men det indikerer, at stenen var blevet begravet, længe før de første nybyggere kom i 1858.
I oktober 2003 blev stenen sendt til Sverige.  Der sammenlignede professor i nordisk sprog, Tryggve Sköld, stenens runer med optegnelser fundet efter en svensk skrædder, spillemand og komponist, Edvard Larsson fra Dalarne. I 1883 og igen i 1885 nedskrev Larsson en fortegnelse over en variant af runetegn, som i hans tid var i brug i Dalarne, og som adskiller sig fra middelalderens runer. De fleste af Kensington-stenens runeformer genkendes i dalrunerne. Det må anses utvivlsomt, at stenen blev tilhugget af en svensk-norsk bosætning i Minnesota i slutningen af 1800-tallet - i øvrigt af mindst to personer, hvoraf den ene var venstrehåndet, den andre højrehåndet. 
I 1985 blev en ny falsk runesten undersøgt. Denne var lavet af studenter og dateret 1363. Den blev hurtigt afsløret.